# Butrint
Butrint (græsk: Βουθρωτόν, latin: Buthrotum, albansk: Butrint) er et arkæologisk område i det sydlige Albanien, ca. 14 km syd for Saranda nær den græske grænse. Stedet ligger på en bakketop med udsigt over Vivari-kanalen og er en del af Butrint Nationalpark.
Området var oprindeligt beboet af den græske stamme kaonerne og udviklede sig til en vigtig græsk polis i oldtiden. Senere blev byen en romersk koloni under Julius Cæsar og Augustus og derefter et byzantinsk bispesæde. I senantikken begyndte en tilbagegang, og byen blev endeligt forladt i 300-tallet efter et større jordskælv, der oversvømmede store dele af byen.
I antikken havde Butrint strategisk betydning som havn i det sydlige Epirus med adgang til strædet mellem Korfu og fastlandet. Arkæologiske fund omfatter amfiteater, agora, helligdomme, romerske bade og en velbevaret bymur. Byen rummer også tidlige kristne monumenter, herunder en stor basilika og et dåbskapel fra 500-tallet.
Efter det Byzantinske Rige fulgte perioder under det epirotiske despoti, Anjou-slægten, Republikken Venedig og Det Osmanniske Rige. I moderne tid var Butrint ubeboet og omgivet af sumpområder indtil begyndelsen af 1900-tallet.
De første moderne udgravninger blev foretaget af den italienske arkæolog Luigi Maria Ugolini i 1928–36. Albanske og internationale hold har siden fortsat arbejdet, og stedet regnes i dag for et af Albaniens vigtigste arkæologiske områder.
Butrint blev optaget på UNESCOs Verdensarvsliste i 1992 og udpeget til nationalpark i 2000.

## Historisk tidslinje
- **10.–8. årh. f.Kr.** – Tidlig bosættelse i området.[1]
- **7.–4. årh. f.Kr.** – Græsk polisbystat beboet af kaonerne; udvikling af teater, agora og helligdomme.[1]
- **228 f.Kr.** – Romersk protektorat; senere koloni under Julius Cæsar og Augustus.[2]
- **300-tallet** – Stort jordskælv oversvømmer dele af byen; den bliver gradvist forladt.[2]
- **4.–6. årh. e.Kr.** – Tidlig kristendom; opførelse af basilika og stort baptisterium.[2]
- **Byzantinsk periode** – Bispesæde; bymure genopbygges, fortsat strategisk betydning.[2]
- **1204–1386** – Skiftevis under Despotatet Epirus, Anjou-slægten og Republikken Venedig.[7]
- **1500–1700-tallet** – Under venetiansk og senere osmannisk herredømme; gradvis forfald.[8]
- **1913** – Indlemmet i Albanien efter Balkankrigene.
- **1928–1936** – Første moderne udgravninger under Luigi Maria Ugolini.[9]
- **1992** – Optaget på UNESCO’s verdensarvsliste.[10]
- **2000** – Udpeget til nationalpark.[11]

## Galleri
- Amfiteater i Butrint
- Museet i Butrint
- Kirkeruiner i Butrint